# Le Commando du sergent Blynn
Pour plus de détails, voir Fiche technique et Distribution.
Le Commando du sergent Blynn (Giugno '44 - Sbarcheremo in Normandia) est un film de guerre italo-espagnol sorti en 1968, réalisé par León Klimovsky (sous le pseudonyme de Henry Mankiewicz).

## Synopsis
Le sergent Blynn est chargé de conduire une dizaine de soldats américains dans une opération commando en France occupée pour détruire une station radio ennemie avant le débarquement allié. Transportés en sous-marin au bord des plages françaises, les hommes dont la plupart ont déjà eu des démêlés avec la justice et continuent à avoir un problème avec l'autorité, attaquent tout d'abord par surprise les soldats allemands qui protégeaient le secteur. Ils prennent ensuite contact avec la Résistance française à qui ils apportent des médicaments et dont les membres doivent les aider à détruire la station allemande, située en un lieu nommé Le Mont rouge. Mais un traitre, introduit chez les Résistants et agissant en secret, renseigne les Allemands pour obtenir de l'argent : ces derniers ont ainsi connaissance des plans des Alliés et la plupart des Résistants sont abattus. Le commando se retrouve alors cerné par plusieurs panzer mais les soldats américains parviennent à les détruire en utilisant un bazooka et des explosifs. Peu après, le traitre se dévoile et aide les Allemands à capturer les Américains, presque tous sont désarmés et emmenés sous escorte. 
Les deux seuls rescapés du commando, aidés par les Résistants Yvonne, Jacqueline, Armand et Pierrot, décident d'attaquer la colonne de prisonniers pour les libérer. Juste avant cette action, Alan s'en prend à Jacqueline et essaye de la violer : cette dernière se défend farouchement et le blesse grièvement avec une baïonnette avant d'être étranglée par son agresseur.
Libérés, mais comptant des morts et des blessés dans leurs rangs, les hommes du sergent Blynn prennent conscience que l'émetteur qu'ils devaient détruire ne se trouve plus au Mont Rouge mais qu'il a été déplacé et camouflé dans un orphelinat nommé Saint Michel, fortement défendu. Ils tendent une embuscade à un véhicule blindé allemand, s'en emparent et l'utilisent pour attaquer l'orphelinat à la tombée de la nuit : la garnison est réduite au silence mais pratiquement tous les Américains succombent. Une vue imagée montre alors que ce succès permettra aux Alliés de débarquer sans encombre en France.

## Fiche technique
- Titre français : Le Commando du sergent Blynn
- Titre original italien : Giugno '44 - Sbarcheremo in Normandia
- Titre original espagnol :  Junio 44 : desembarcaremos en Normandia ![1],[2]
- Titre anglais : Commando attack
- Titre allemand : Zum krepieren befohlen
- Genre : Film de guerre
- Réalisation : León Klimovsky (sous le pseudo de Henry Mankiewicz)
- Scénario : Roberto Gianviti, Gody Mortimer, Manuel Sebares
- Production : Edmondo Amati (en) pour Fida Cinematografica, Atlántida Films
- Photographie : Godofredo Pacheco
- Montage : Jose A. Rojo
- Musique : Bruno Nicolai
- Décors : Giorgio Giovannini
- Format d'image : 2.35:1
- Année de sortie : 1968
- Durée : 96 minutes
- Langue : italien, espagnol
- Pays :  Italie,  Espagne
- Distribution en Italie : Fida Cinematografica
- Inédit à Paris, sorti en France en province en 1972[1]

## Distribution
- Michael Rennie : sergent Blynn
- Bob Sullivan : Taylor
- Guido Lollobrigida (sous le pseudo de Lee Burton) : Alan
- Aldo Sambrell : O'Connor
- Juan Luis Galiardo (sous le pseudo de John Galy) : Rob Master
- Raf Baldassarre : Parker
- Alvaro de Luna : Cliff
- José Manuel Martín : Danny dit Faccia di Morto
- Mónica Randall : Yvonne
- Veronica Lujan : Jacqueline
- Federico Yllan : Armand
- Manuel de Benito : Pierrot
- José Bodalo : Gaston Duvallier
- Andrés Mejuto (es) : major Barclay

## Histoire, documentation, tournage
Film de guerre de série B inspiré du scenario du film américain Les Douze Salopards sorti un an plus tôt, cette production italo-espagnole souffre d'un budget limité tout en restant d'une fiabilité historique douteuse. Le film est tourné en Italie et est censé représenter une action commando décisive rendant possible le débarquement en Normandie en juin 1944. Les décors ne ressemblant pas du tout à ceux du bocage normand mais plutôt à ceux de la zone méditerranéenne, les traducteurs français se sont donc efforcés, au moment du doublage, de replacer les évènements dans le sud de la France en devenant le prélude au débarquement de Provence qui s'effectua en juillet 1944. Les villes de Saint-Tropez et de Saint-Raphaël sont d'ailleurs clairement citées par les personnages et il n'y a plus de référence à la Normandie dans les dialogues. En bruit de fond, le chant des cigales, caractéristique des sonorités de la Provence, a été ajouté à la version française. Le titre du film est également modifié et devient, dans la VF, Le Commando du sergent Blynn en perdant la double référence du titre d'origine italien qui était devenu caduque (il était en lien avec la Normandie et avec le mois de juin). Dans sa version anglo-saxonne, le titre devient Commando Attack.
Le matériel militaire utilisé pour le tournage est majoritairement d'après-guerre et/ou inadapté historiquement : armes automatiques d'origine italienne Beretta M12, PM FNAB-43 ou allemand HK G3 censées représenter l'armement américain de la seconde guerre mondiale ; chars M47 Patton et semi-chenillés Halftrack américains censés représenter les blindés allemands. Le commando transporte également un bazooka d'un modèle moderne, distribué aux forces de l'OTAN
Régulièrement diffusé sur les chaînes de télévision françaises jusqu'à la fin des années 1980, Le Commando du sergent Blynn a également été diffusé en français en cassette vidéo mais il n'existe, au moment de la rédaction de cet article, aucune diffusion française officielle en DVD . 